# بيتر ناغي (راكب الكنو)
بيتر ناغي (بالسلوفاكية: Peter Nagy)‏ هو راكب الكنو سلوفاكي، ولد في 17 ديسمبر 1964 في براتيسلافا في سلوفاكيا.

## وصلات خارجية
- بيتر ناغي على موقع اللجنة الأولمبية الدولية (الإنجليزية)
- بيتر ناغي على موقع أوليمبيديا (الإنجليزية)
- بيتر ناغي على موقع اللجنة الأولمبية السلوفاكية (السلوفاكية)